# Ulf Pilgaard

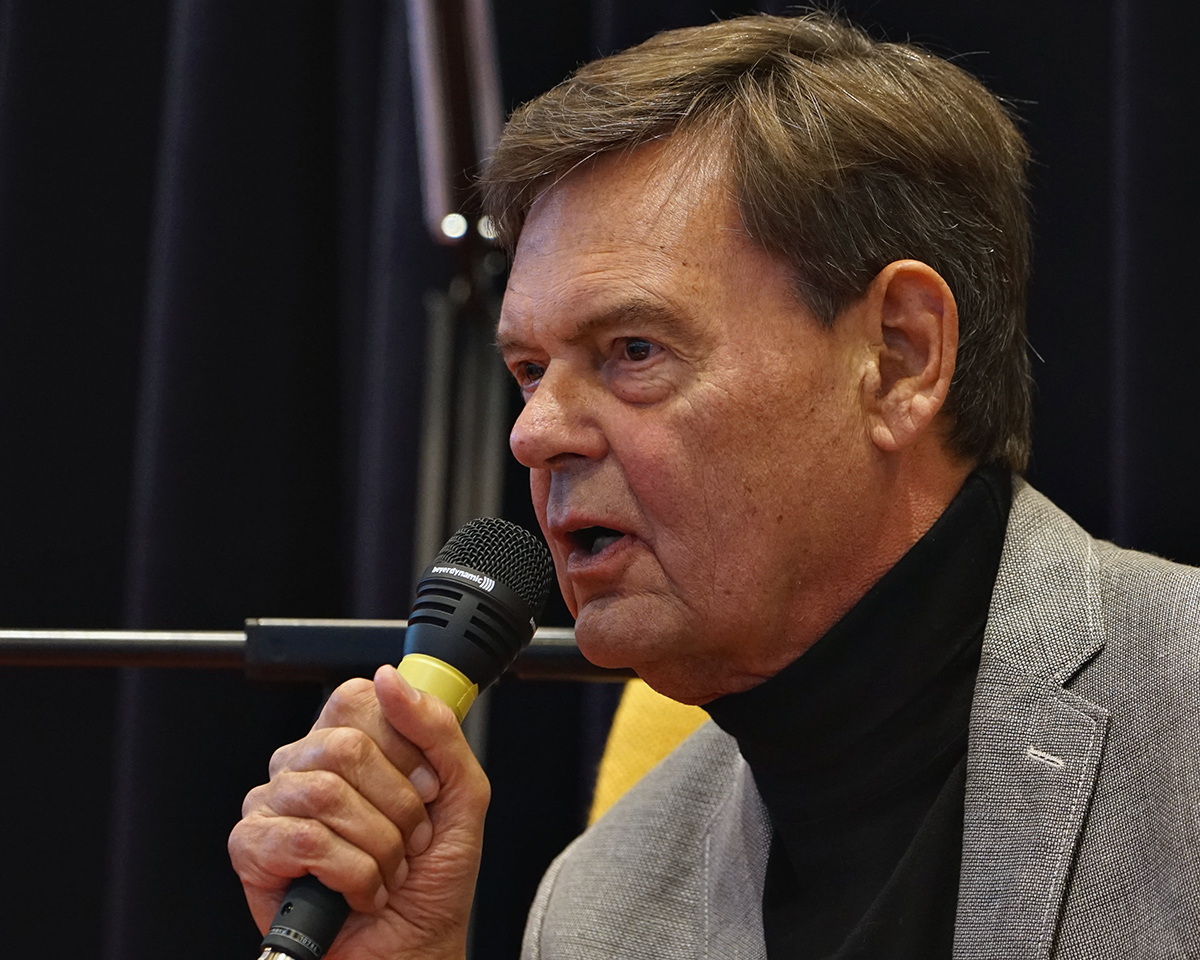
Ulf Pilgaard (2015)

Ulf Pilgaard (* 15. November 1940 in Skive; † 28. Oktober 2024 in Hellerup) war ein dänischer Schauspieler und Komiker.

## Leben und Wirken
Ulf Pilgaard war der Sohn des Pastors Mads Christian Pilgaard (1911–1972) und seiner Frau Clara Nedergaard (1912–1976). Er besuchte die Schule in Kopenhagen mit dem späteren Filmkritiker Ole Michelsen. Danach begann er ein Theologiestudium an der Universität Aarhus, wo er den späteren Schriftsteller und Filmemacher Henrik Stangerup traf.
Durch Preben Kaas und Henrik Stangerup ließ er sich von seinem Studium abbringen und umstimmen, um Schauspieler zu werden. Sein Debüt hatte er 1961 und er spielte in den nächsten drei Jahrzehnten überwiegend komödiantische Rollen in Spielfilmproduktionen und Fernsehserien. In dem 1968 erschienenen Film Die Olsenbande hat er einen kurzen Auftritt als Fotograf. Große Bekanntheit erlangte er 1994 durch seine Darstellung eines Ermittlers in dem dänischen Grusel-Thriller Nightwatch – Nachtwache von Ole Bornedal. 2011 wurde er mit dem Lauritzen-Preis ausgezeichnet.
Insgesamt wirkte er als Schauspieler vor der Kamera in über 110 Film-und-Fernsehproduktionen mit, womit er zu den produktivsten, dänischen Schauspielern gehörte. Er war auch als Drehbuchautor tätig. Zudem war er als Synchronsprecher für Zeichentrickfilme aktiv und lieh dabei in dänischer Sprache unter anderem den Figuren in Asterix, Lucky Luke oder Dumbo seine Stimme.
Außerdem war er in Dänemark für seine Parodien von Persönlichkeiten wie beispielsweise Kirsten Hüttemeyer, Hanne Bech Hansen, Poul Nyrup Rasmussen und Königin Margrethe II. bekannt. Als Mitwirkender war er über vierzig Jahre lang bei der Cirkusrevyen aktiv. Bei seinem letzten Auftritt dort am 3. Oktober 2021, bei dem er erneut die Königin parodierte, überraschte ihn und das Publikum die echte Königin mit einem Auftritt auf der Bühne.

## Persönliches
Vom 12. September 1970 bis zu deren Tod war er mit Gitte Pilgaard (1947–2016) verheiratet. Aus der Ehe gingen zwei Söhne hervor, Christian Pilgaard (* 1970) und Mikkel Pilgaard (1972–2021). Sein zweiter Sohn starb 2021 an den Folgen jahrelangen Drogenmissbrauchs. In zweiter Ehe war Pilgaard ab dem Jahr 2021 bis zu seinem Tod mit Annette Bavnhøj verheiratet.
Ulf Pilgaard starb am 28. Oktober 2024 nach kurzer Krankheit im Alter von 83 Jahren.

## Filmografie (Auswahl)
- 1961: Husker du Paris (Kurzfilm)
- 1963: Frihed – det bedste guld (Fernsehfilm)
- 1964: Snip, snap, snude – en omvendt historie (Fernsehfilm)
- 1965: Sextet (Fernsehserie, 1 Episode)
- 1967: Dig og mig – og Daimi (Miniserie, 4 Episoden)
- 1967: De forsvundne breve (Kurzfilm)
- 1967–1968: Det drejer sig om (Fernsehserie, 4 Episoden)
- 1968: Cirkulæret (Fernsehfilm)
- 1968: Det er så synd for farmand
- 1968: Bent Fabricius Bjerre i toner fra strimlen (Fernsehfilm)
- 1968: Die Olsenbande (Olsen-banden)
- 1969: Mordskab
- 1969: Damernes ven
- 1969: Hyggekrogen (Fernsehfilm)
- 1970: H.M.S. Pinafore (Fernsehfilm)
- 1972: Grünes Licht für rote Fracht (Lenin, din gavtyv)
- 1972: Motorvej på sengekanten
- 1973: Billy the Kids barndom (Fernsehfilm)
- 1975, 1976: Oh, diese Mieter (Huset på Christianshavn, Fernsehserie, 2 Episoden)
- 1976: Kavalkade (Fernsehfilm)
- 1977: Terror
- 1978: Pas på ryggen, professor!
- 1978: Fængslende feriedage
- 1981: D*A*S*K (Fernsehserie, 6 Episoden)
- 1981: Slingrevalsen
- 1983: Hole in One (Kurzfilm)
- 1984: Nissebanden (Fernsehserie, 1 Episode)
- 1985: Walter og Carlo – op på fars hat
- 1988: Elvis Hansen, en samfundshjælper
- 1989: Walter & Carlo i Amerika
- 1994: Nightwatch – Nachtwache (Nattevagten)
- 1994: Kærlighed ved første desperate blik
- 1995: Brain X Change (Farligt venskab)
- 1995: Splat (Fernsehfilm)
- 1997: Kaos i opgangen (Fernsehserie, 13 Episoden)
- 1999: Im Sog der Angst (Dybt vand, Fernsehfilm)
- 2002: Für immer und ewig (Elsker dig for Evigt)
- 2002–2003: Nikolaj og Julie (Fernsehserie, 5 Episoden)
- 2003: Stealing Rembrandt – Klauen für Anfänger (Rembrandt)
- 2003: Das Erbe (Arven)
- 2004: King’s Game (Kongekabale)
- 2006: Der verlorene Schatz der Tempelritter (Tempelriddernes skat)
- 2006: Nynne (Fernsehserie, 1 Episode)
- 2007: Alien Teacher (Vikaren)
- 2008: Gaven
- 2008: Der Kandidat (Kandidaten)
- 2009: Das Ende der Welt (Ved verdens ende)
- 2010–2011: Borgen – Gefährliche Seilschaften (Borgen, Fernsehserie, 3 Episoden)
- 2018: Lucia und der Weihnachtsmann (Julemandens datter)
- 2020: Lucia und der Weihnachtsmann 2 (Julemandens datter 2)
- 2020: Grethes jul (Miniserie, 4 Episoden)
- 2022: Esthers orkester
- 2022: Alle for Fire
- 2022: Julemandens datter 3: Den magiske tidsmaskine
- 2023: Nightwatch: Demons Are Forever (Nattevagten – Dæmoner går i arv)
- 2023: Hold the Line (Kurzfilm)

## Deutsche Synchronstimmen
Im deutschsprachigen Raum hatte Ulf Pilgaard keinen Stammsprecher und wurde unter anderem von Joachim Kerzel, Joachim Höppner, Rüdiger Evers, Till Hagen, Bodo Wolf und Bernd Stephan gesprochen.